# Lasioglossum ornduffi
Lasioglossum ornduffi là một loài Hymenoptera trong họ Halictidae. Loài này được Hurd mô tả khoa học năm 1970.